# Rivière Inconnue
Rivière Inconnue är ett vattendrag i Kanada.   Det ligger i provinsen Québec, i den östra delen av landet, 500 km norr om huvudstaden Ottawa.
I omgivningarna runt Rivière Inconnue växer i huvudsak barrskog. Trakten runt Rivière Inconnue är nära nog obefolkad, med mindre än två invånare per kvadratkilometer.